# Gayophytum micranthum
Gayophytum micranthum är en dunörtsväxtart som först beskrevs av Presl, och fick sitt nu gällande namn av William Jackson Hooker och Arn.. Gayophytum micranthum ingår i släktet Gayophytum och familjen dunörtsväxter. Inga underarter finns listade i Catalogue of Life.